# Blackrock (Dublin)
Pour les articles homonymes, voir Blackrock.
Blackrock (en irlandais : An Charraig Dhubh, litt. « [La] roche noire ») est une ville du comté de Dún Laoghaire-Rathdown en république d'Irlande ; elle fait partie du Grand Dublin (Greater Dublin Area).

## Géographie
Blackrock couvre une zone vaste qui n'est pas définie avec précision. Elle va du niveau de la mer, sur la côte, à 90 m d'altitude, à White's Cross, sur la nationale N11. 
La ville de Blackrock compte 29 455 habitants lors du recensement de 2006.
Blackrock est bordé par Booterstown, Mount Merrion, Stillorgan, Foxrock, Deansgrange et Monkstown.

## Transports
Blackrock possède une gare sur la ligne du DART (Dublin Area Rapid Transit), à 15 minutes en train du centre ville. La DART fonctionne sur la même voie que celle construite en 1834 pour le Dublin and Kingstown Railway. La gare de Blackrock se trouve à la fois sur la DART et sur la ligne de chemin de fer principale, ouverte le 17 décembre 1834.
Les services de bus exploités par Dublin Bus et Go-Ahead Ireland desservent également la région avec plusieurs itinéraires : 4, 7 / A / D, 17 / C / D, 46E, 84 / A, 114 et 7 N,.
Les services Aircoach vers l'aéroport de Dublin se prennent à partir de Dalkey et de Greystones.
La voie de contournement de Blackrock a été construite à la fin des années 1980 et officiellement ouverte par la conseillère Anne Brady le 24 mars 1988. C'est une partie de la N31 qui rejoint le port de Dún Laoghaire via le réseau national de routes primaires.

## Toponymie
Blackrock, il y a quelques centaines d'années, était surnommé Newtown-at-the-Black-Rock, Newtown on the Strand by Black Rock, Newtown Castle Byrne ou simplement Newtown, de sorte que "Blackrock" est simplement l'abréviation de l'un de ses noms anciens.
Par exemple, la ville s’appelle Newtown dans une loi de 1488 adoptée par le Parlement. Le nom survit toujours dans Newtown Avenue et Newtown House. Il a donc été distingué de Newtown-in-the-Deer-Park, comme s'appelait alors le village de Newtown Park, du fait qu'il a été construit dans le Deer Park appartenant à Stillorgan House, ou (a quo Newtownpark Avenue).
Blackrock doit son nom à la formation géologique locale qui se retrouve dans la région de Blackrock Park. La majeure partie de celle-ci est maintenant ensevelie sous le parc, mais on dit qu'il est possible de la voir juste au nord de l'étang. La roche elle-même est d'un calcaire qui, lorsqu'il est mouillé, apparaît en noir, donnant ainsi le nom de Black Rock. 
Pour la construction de la voie ferrée en 1834, le rocher a été largement utilisé pour les revêtements muraux entre Williamstown et Blackrock et peut également être vu dans les murs de la gare de Blackrock,.
La chapelle sur la place Sainte-Marie, surnommée l'église noire, est construite à l'aide du même rocher noir (calp calcaire), bien que le matériau utilisé dans sa construction provienne  de l'église locale.

## Histoire

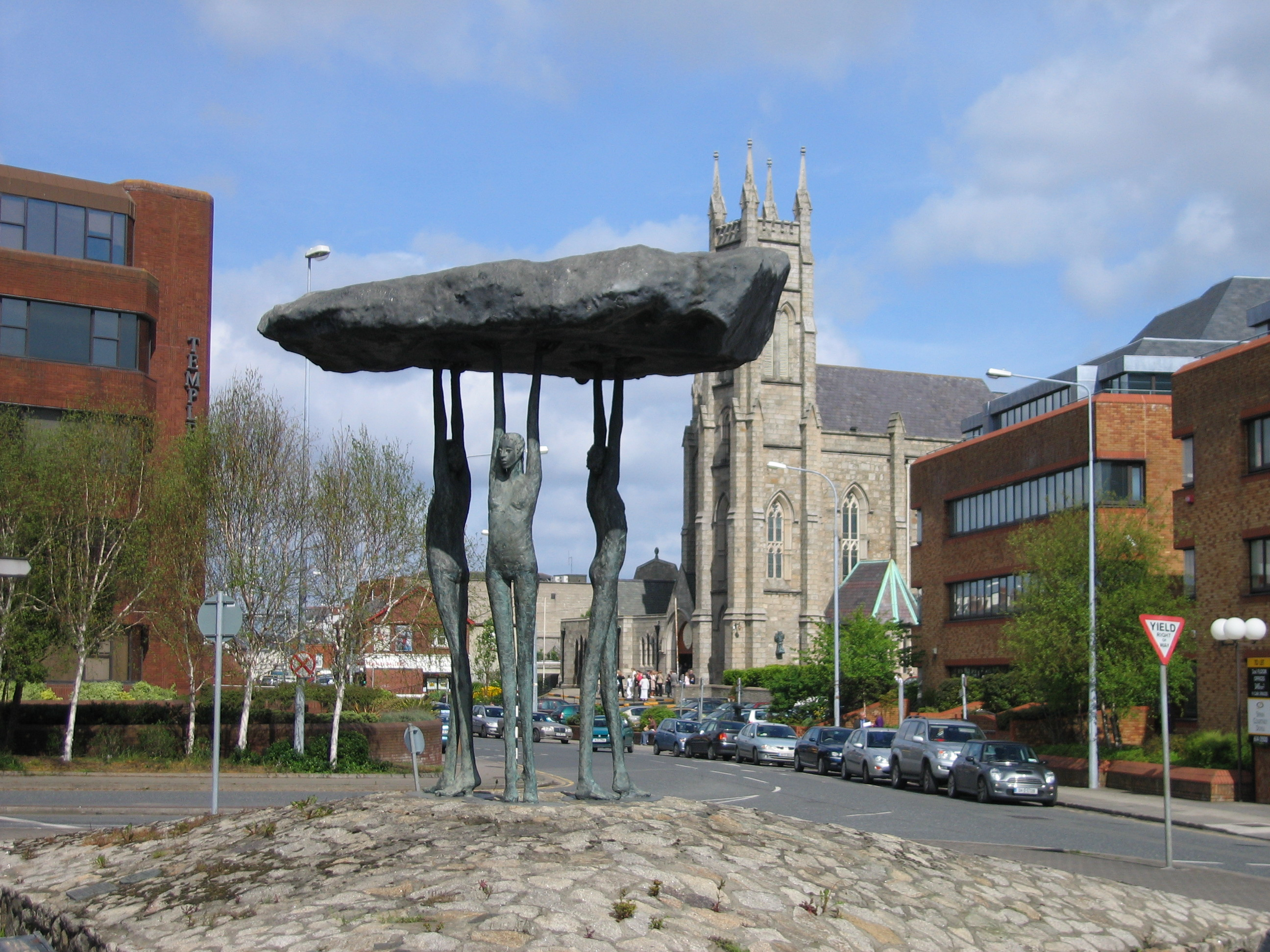
"Blackrock Dolmen" (1987) de Rowan Gillespie, avec l'église St. John the Baptist en arrière-plan.

Blackrock n'était au départ qu'un petit village de pêcheurs. Il ne s'est développé qu'au XIXe siècle, bien qu'une localité existât déjà au Moyen Âge.

### Rock Road

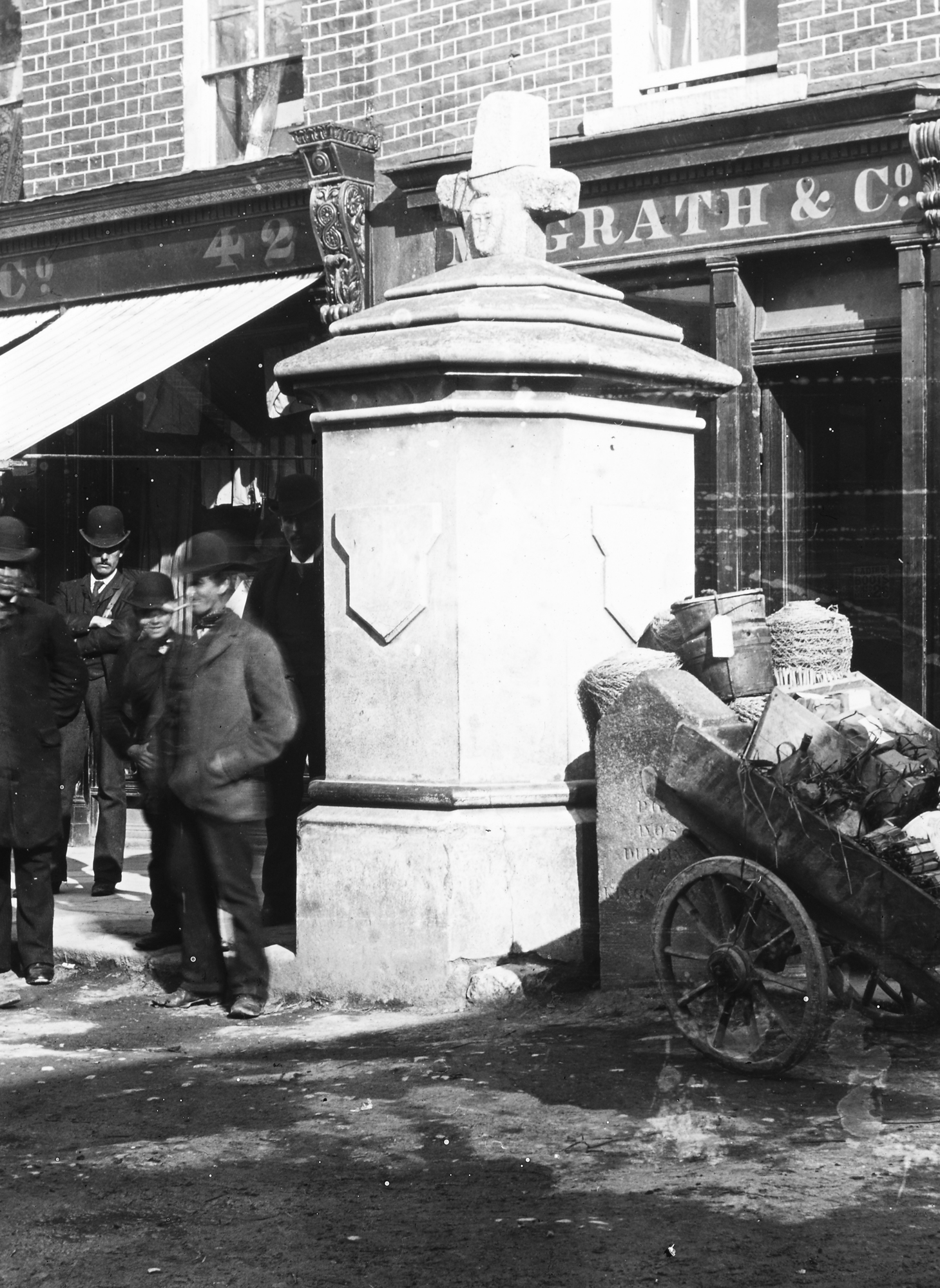
Du 8e ou du, la croix de Blackrock est censée marquer la frontière avec la ville de Dublin.

Rock Road qui constitue la limite sud-ouest du parc, ferait partie de l’une des plus anciennes routes du pays, élément de l’ancienne Slíghe Chualann construite par le Haut Roi d’Irlande plusieurs siècles avant St. Patrick, pour relier Tara à ce qui est maintenant le sud de Dublin et le nord-est de Wicklow. La route a peut-être facilité les raids des O'Toole et des clans O'Byrne sur le quartier de Dublin.
En 1787, la route de Blackrock était un axe si fréquenté que, pour tenter de mettre fin aux crimes, une réunion locale eut lieu à Jennett's Tavern, à Blackrock, sous la présidence du vicomte Ranelagh. La réunion s’est terminée sur la décision que « nous donnerons une récompense de 20 £ à toute personne qui arrêtera et poursuivra en justice tout coupable d’un vol sur la route Blackrock, de Dublin à Dunleary, Bullock, Dalkey, Rochestown, Cabinteely et Loughlinstown ». 
En 1826, le révérend George Wogan, vicaire de Donnybrook, est assassiné chez lui à Spafield Place, près de Ballsbridge. Plus tard dans la soirée de son assassinat, deux bandits sont appréhendés pour un vol sur une route de Blackrock Road. Ils avouent le meurtre et sont pendus. Cela illustre le danger que courent les voyageurs sur  Blackrock à une certaine époque.

### Blackrock Park

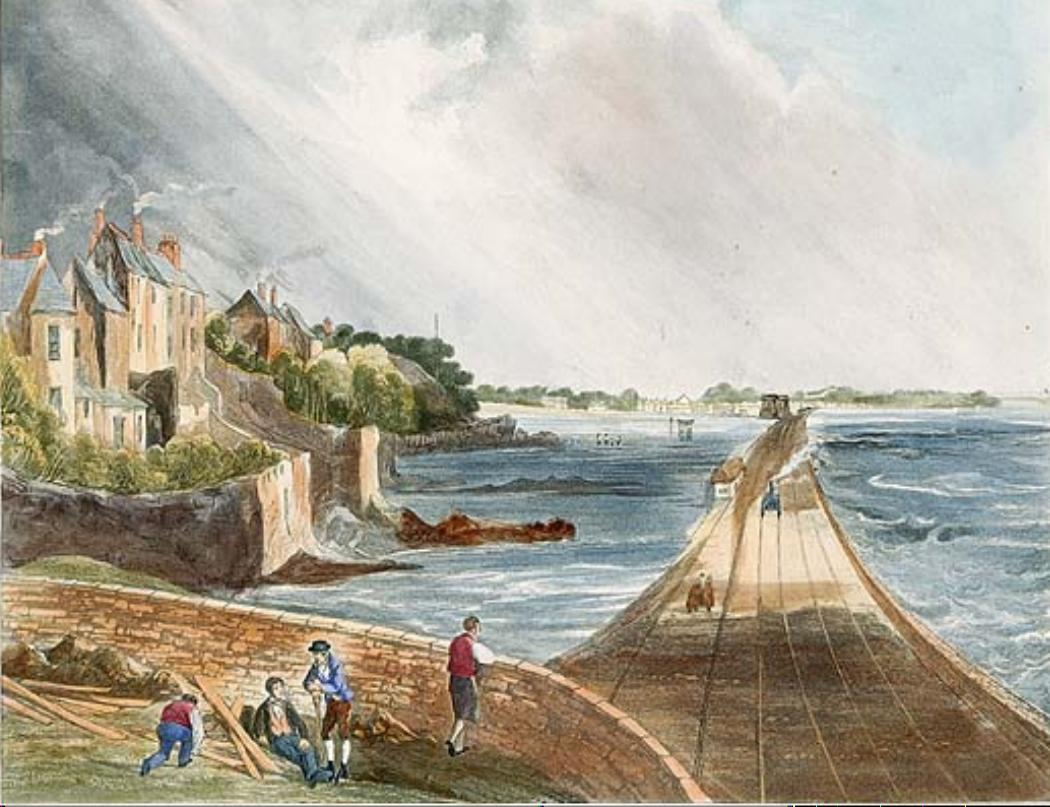
Vue de la gare de Blackrock (1834). La tour Martello de Williamstown est représentée au loin, à gauche de la voie ferrée, entourée d’eau à marée haute.

Blackrock possédait une plage qui était un lieu de baignade populaire jusqu'à la construction du chemin de fer près du rivage. L'espace entre la rive et la voie ferrée a généré une zone recouverte d'eau de mer à marée haute. Un marais saumâtre malodorant semblable à celui du marais de Booterstown en a découlé. Ce marais a été une zone insalubre pendant des années jusqu'à ce que les commissaires de Blackrock (établis en 1860) décident de combler la zone et de créer un parc. Le parc, qui s'étend de Blackrock à Booterstown (englobant Williamstown), a été créé au début des années 1870. Les portes de granit à l'entrée principale appartenaient autrefois à une maison appelée Vauxhall. Les jardins à l'entrée faisaient partie des jardins de l'ancienne maison,.
La tour Martello de Williamstown, à Blackrock Park, a été construite entre 1804 et 1806. Lors de la construction de la tour, elle aurait été entourée d'eau de mer à marée haute, du fait de sa construction dans la zone de la plage intertidale. La tour s'est isolée de la mer lors de la construction de la voie ferrée, mais l'eau de mer menait des incursions à marée haute. Ce n'est qu'au moment du comblement de la zone constituant le parc Blackrock que la tour s'est  retrouvée sur la terre ferme. La partie de la tour qui est visible aujourd'hui est en fait le premier étage car le rez-de-chaussée est enfoui sous terre.
En 2007, les élus du comté de Dún Laoghaire-Rathdown ont publié des plans pour la conservation et la mise en valeur du parc. Ces plans prévoient un vaste réaménagement du cours de la rivière Priory, ainsi que la rénovation de plusieurs bâtiments du parc. En 2013, aucun travail n'avait été effectué dans le cadre du plan directeur de réaménagement, aucune date de début des travaux n'a été communiquée.

### Les bains de mer à Blackrock

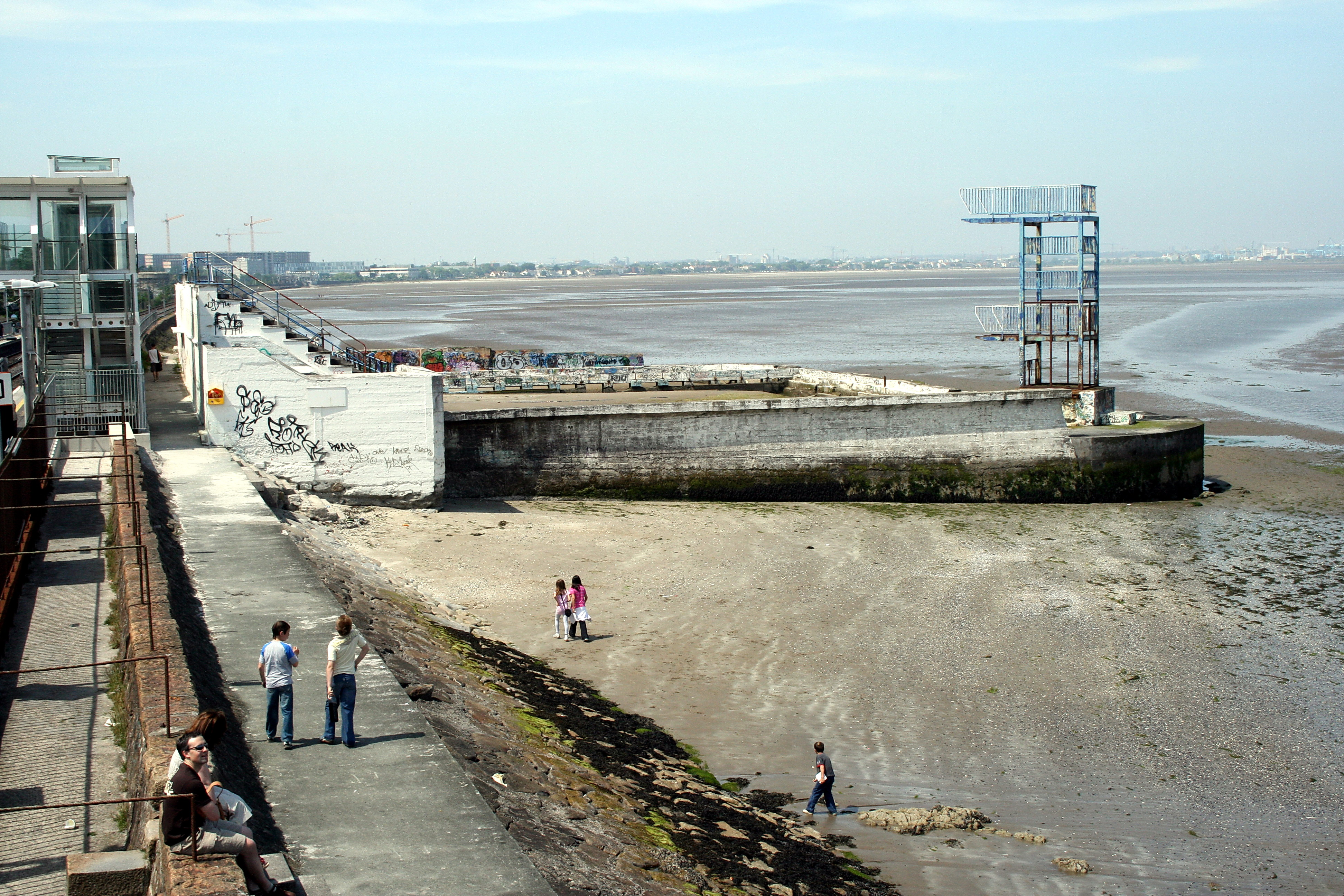
Bains de mer à Blackrock (2007). Démolis depuis.

Les bains de Blackrock ont été aménagés en 1839 par la compagnie de chemin de fer et ont été construits à côté de la gare de Blackrock,. 
Un billet de train spécial autorisait également l'accès aux bains. En 1887, les bains ont été reconstruits en béton avec un grand espace pour hommes et un autre plus petit pour dames. En 1928, le conseil de district urbain a acheté les bains pour 2 000 £ et les a aménagés pour les Tailteann Games. Avec une piscine de 50 mètres, ils étaient réputés pour leurs compétitions de natation et de water-polo ; ils pouvaient accueillir jusqu'à 1 000 spectateurs.
Eddie Heron a vécu à Sandycove, il est connu comme champion invaincu de plongeon de tremplin de haut-vol (highboard) en Irlande depuis 36 ans. Une plaque le commémorant se trouve sur le pont de chemin de fer qui mène aux bains.
Le 11 septembre 1891, Thomas Joseph Crean, alors qu'il nageait avec d'autres étudiants près de Blackrock, a aidé à secourir un étudiant en art, âgé de 21 ans, nommé William Ahern. Crean a remarqué qu'Ahern était en danger et, avec un jeune avocat, Leachman de Dundrum, il a réussi à le ramener à terre. Pour sa bravoure, il a reçu une médaille de la Royal Humane Society.
Le déclin de l’utilisation des bains a commencé dans les années 1960 avec l’apparition de piscines intérieures chauffées. La Dún Laoghaire Corporation a fermé les Blackrock Baths à la fin des années 1980 et, en 1992, faute de maintenance, certaines parties des bains ont été démantelées. Elles ont depuis été vendues aux promoteurs Treasury Holdings. 
En 2013, les bains ont été complètement désaffectés pour des raisons de sécurité à la suite d'une inspection de routine effectuée par le conseil du comté de Dún Laoghaire–Rathdown. Il a été constaté que la plateforme de plongée avait été corrodée de manière significative et désolidarisée de la base de la piscine.

### Enseignement

#### Écoles primaires
- Benincasa, Mount Merrion Avenue (Roman Catholic)
- Carysfort National School, Convent Road (Roman Catholic)
- Guardian Angels, Newtownpark Avenue (Roman Catholic)
- International School of Dublin, Temple Road (non-denominational)
- Willow Park, Rock Road (Roman Catholic)
- St. Augustine's, Obelisk Park (Roman Catholic)
- All Saints, Carysfort Avenue (Church of Ireland)
- Booterstown National School, Cross Avenue (Church of Ireland)
- Our Lady of Mercy National School, Rosemount Avenue (Roman Catholic)

#### Écoles secondaires
- Blackrock College, Rock Road (Roman Catholic)
- Dominican College Sion Hill, Cross Avenue (Roman Catholic)
- Newpark Comprehensive School, Newtownpark Avenue (Church of Ireland)
- Newpark Music School, Newtownpark Avenue
- Rosemont Secondary School, Temple Road (Roman Catholic)[16]
- St. Andrew's College, Booterstown Avenue (Inter-Denominational)

#### Troisième cycle
- Carysfort College fermé en 1988 ;
- Froebel College of Education, Cross Avenue un des cinq plus importants établissement de formation d'enseignants en Irlande. Déplacé sur le NUI Maynooth campus en 2013 ;
- Michael Smurfit Graduate School of Business école de commerce d'UCD dans les anciens bâtiments de Carysfort College ;
- Newpark Music Jazz School, Newtownpark Avenue
- Progressive College, Carysfort Avenue et UCD Blackrock Campus, spécialisent dans la santé et l'enfance[17] ;
- Blackrock Further Education Institute, au centre de Blackrock depuis 2015, à la suite du déplacement du Senior College Dun Laoghaire.

## Personnalités liées à la ville
- Margaret Dockrell (1849-1926), une des premières femmes conseillère municipale de la paroisse Monkstown.

## Galerie de photos

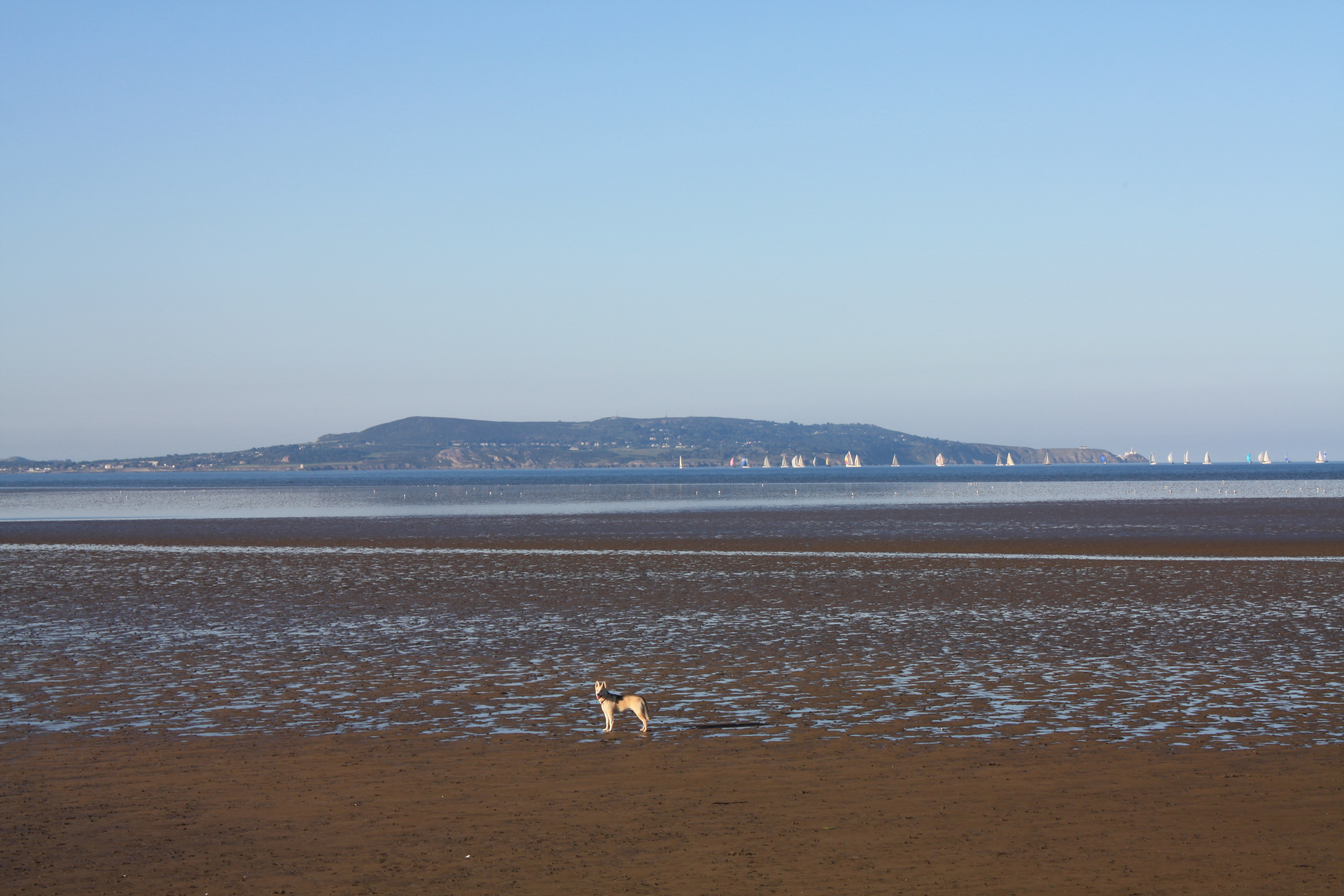
Vue de Blackrock Park de Dublin Bay à Howth.
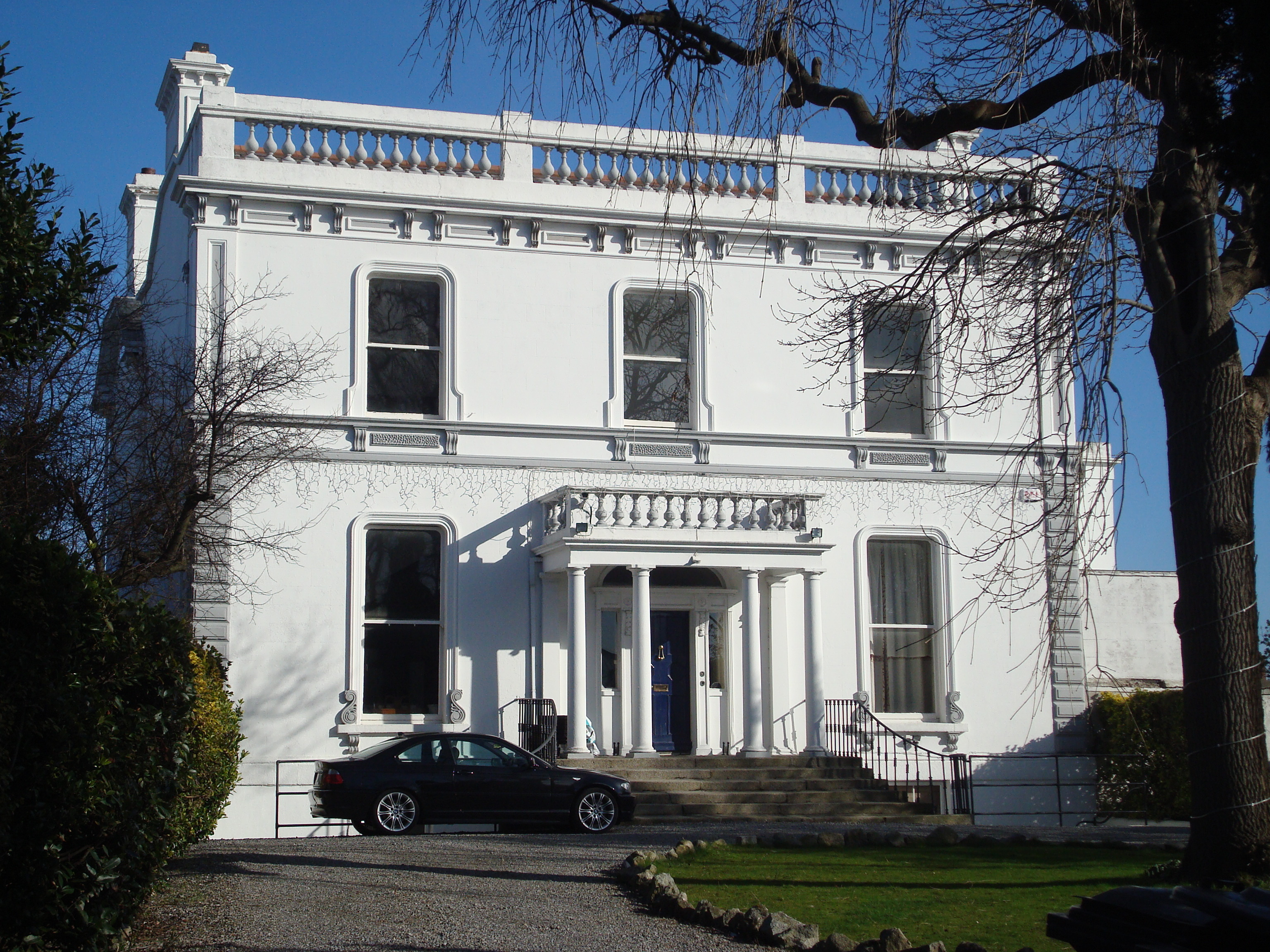
Newtown House à Blackrock.
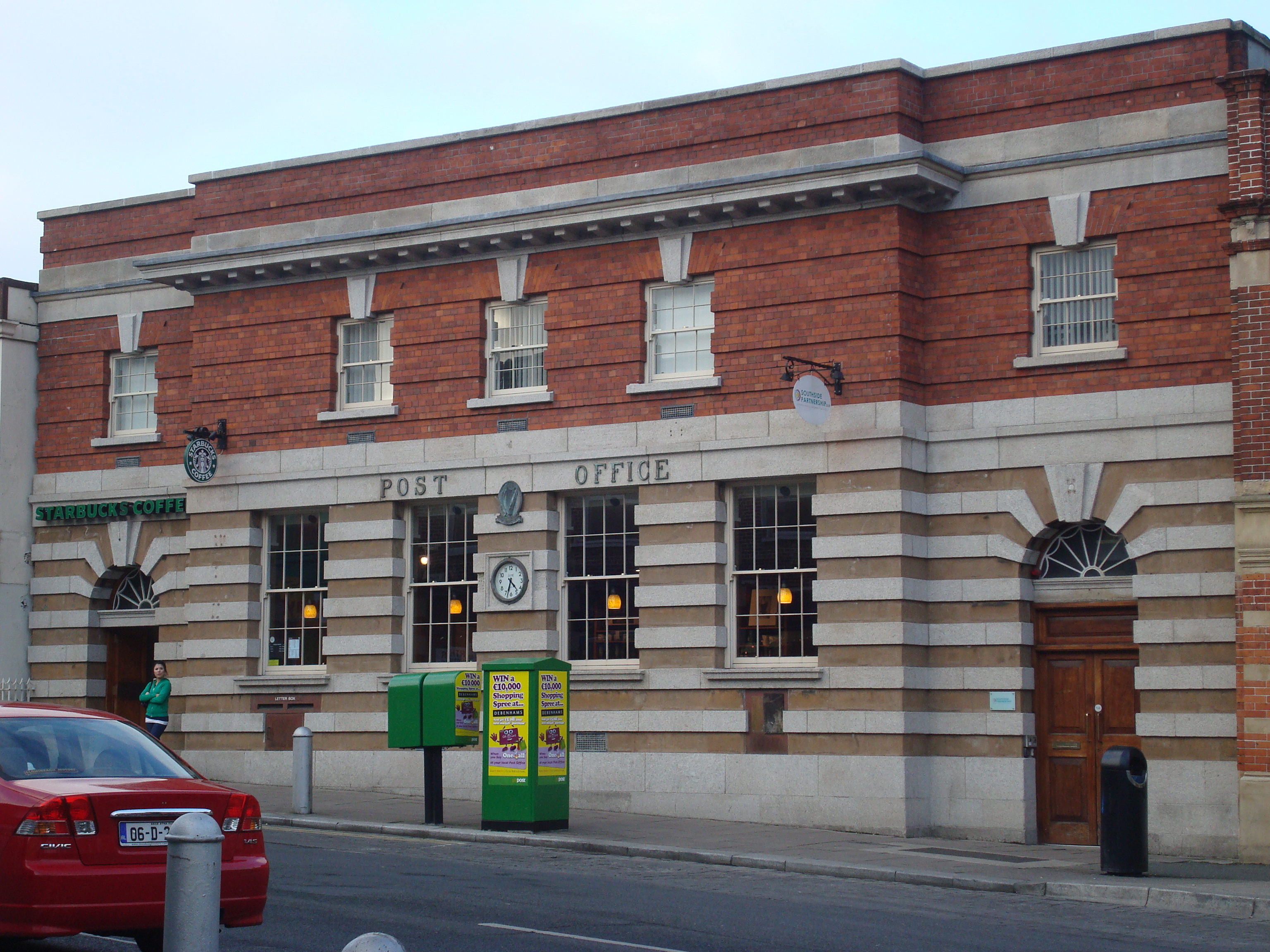
L'ancienne poste.
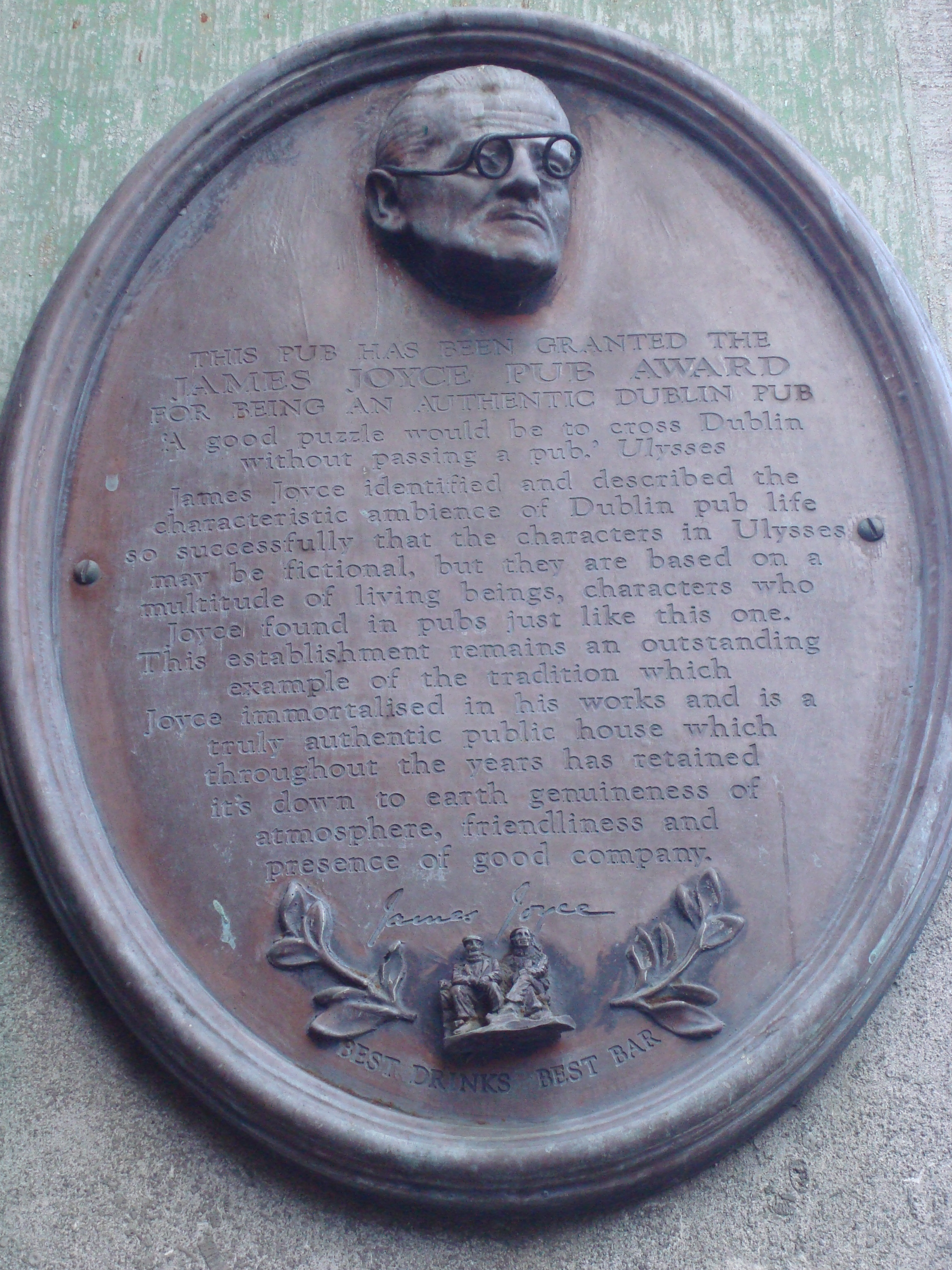
James Joyce pub award à Jack O'Roukes pub.
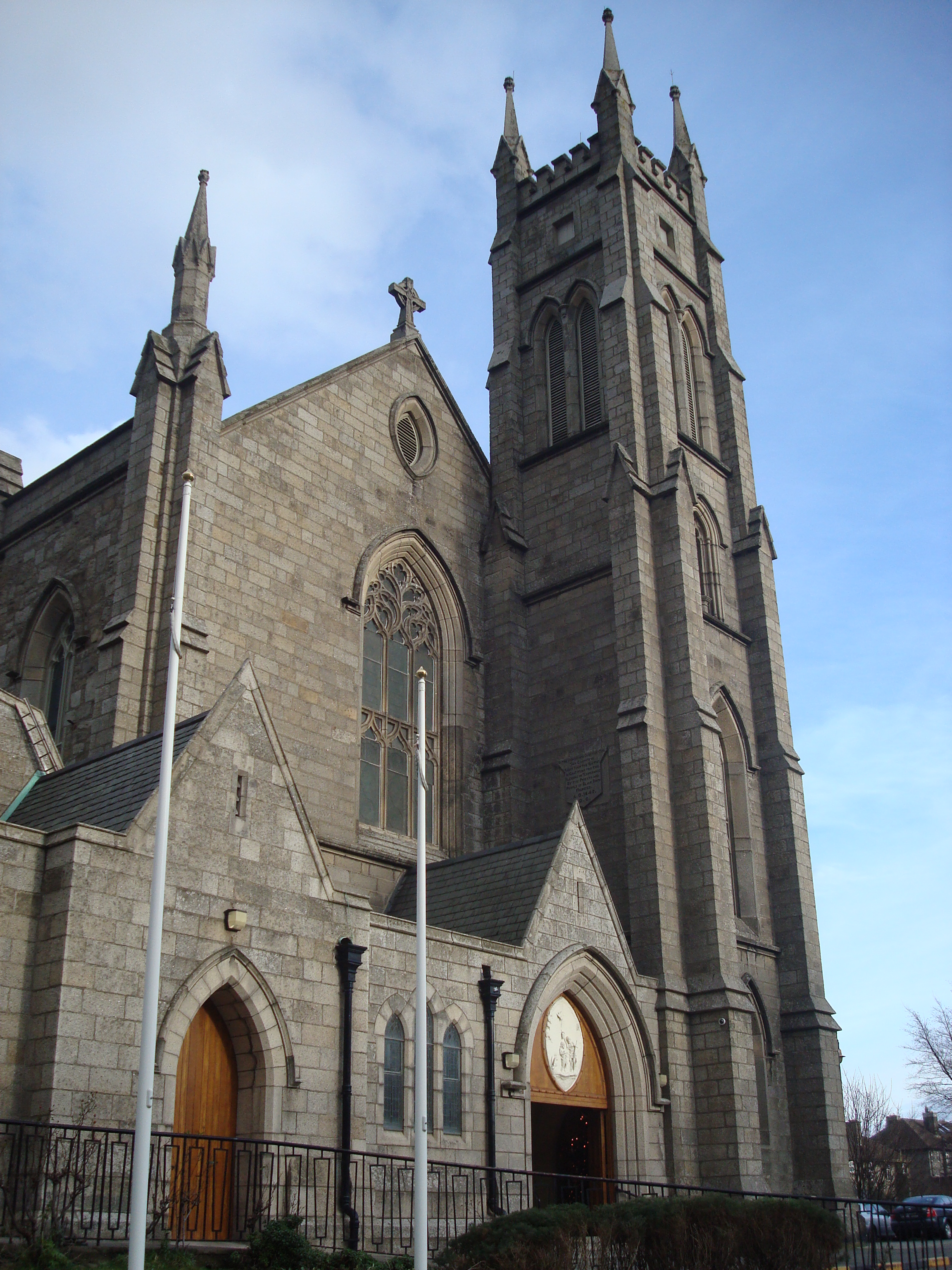
Église St. John The Baptist.
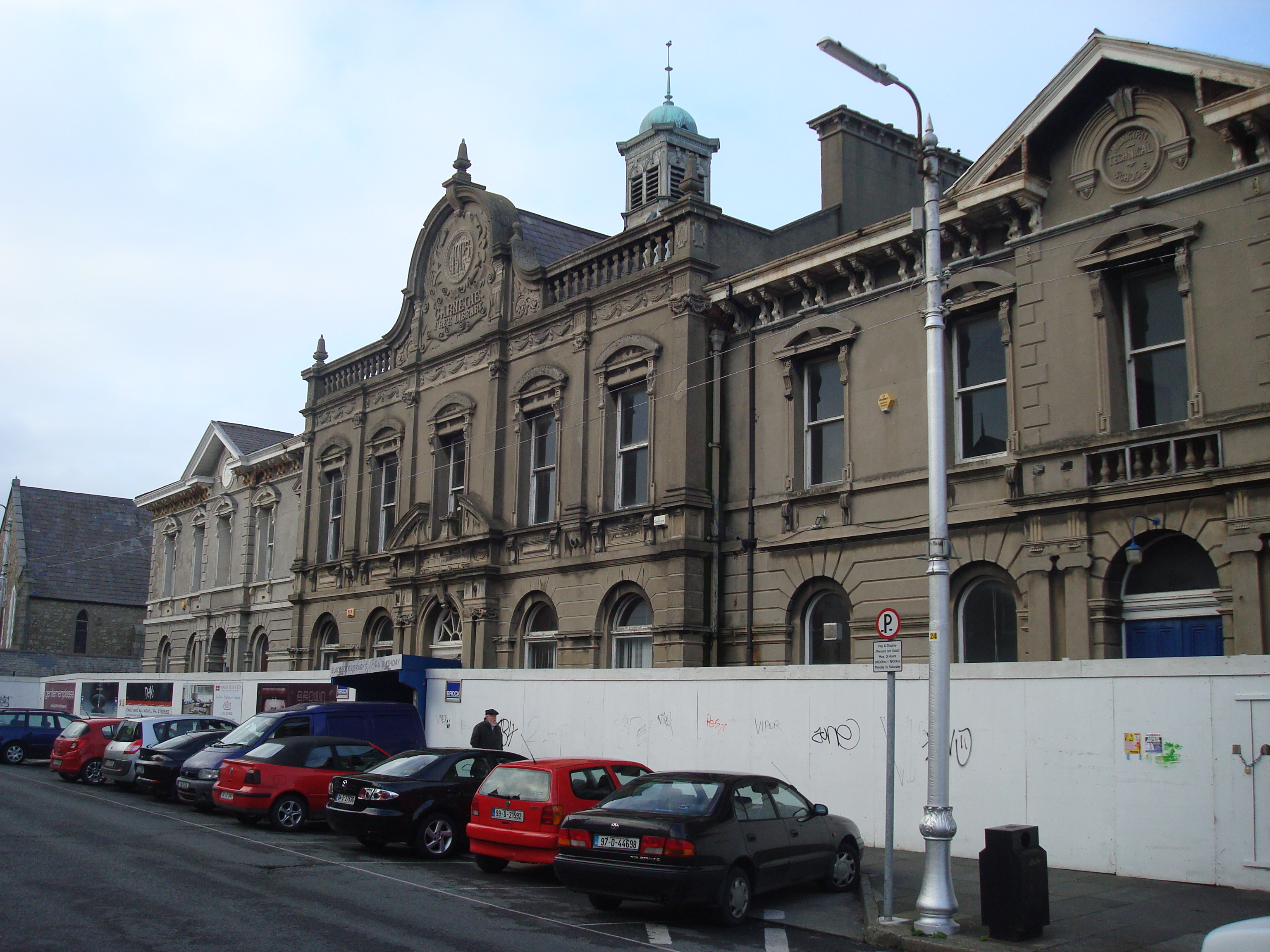
Hôtel de ville.
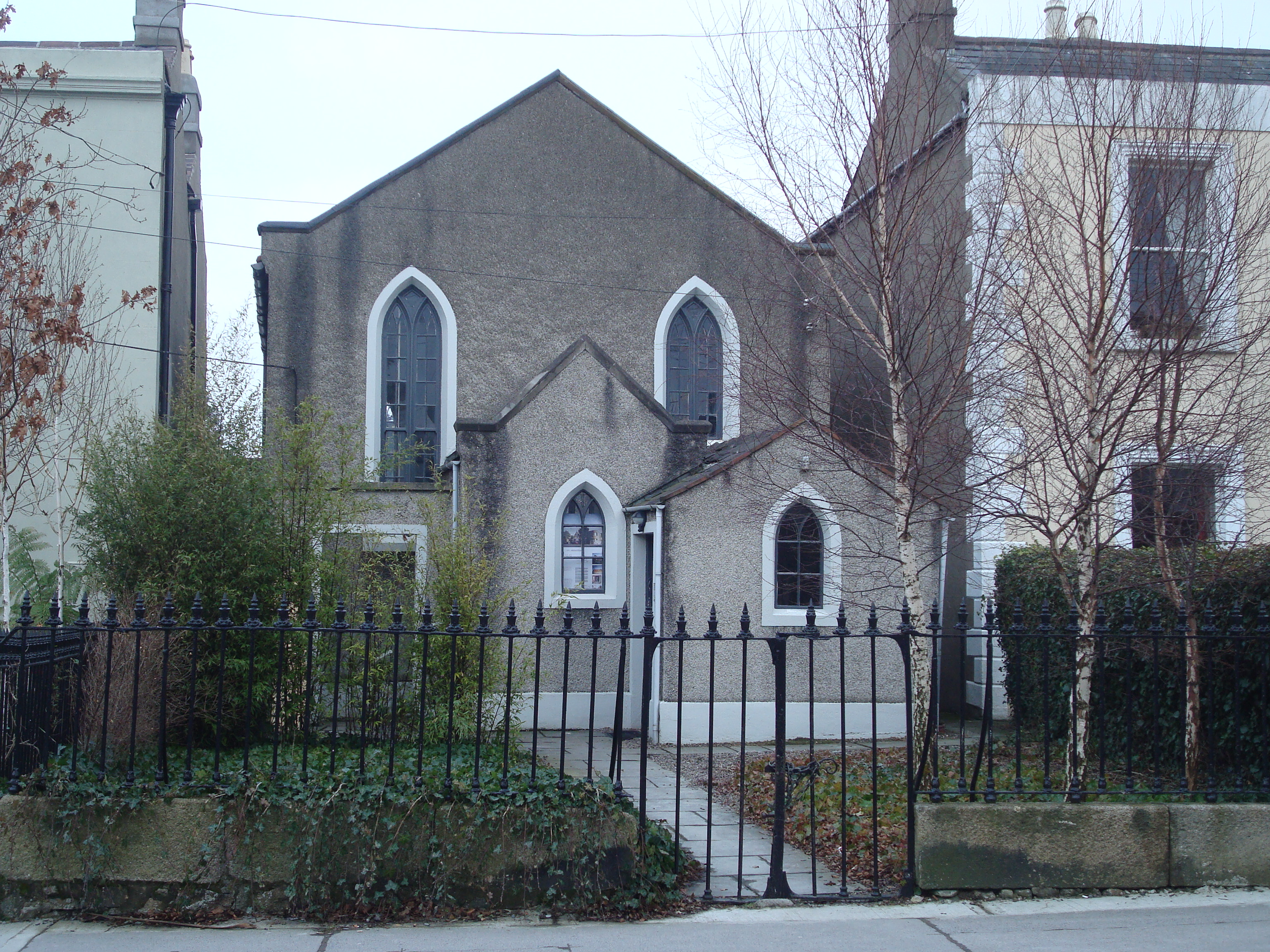
L'église méthodiste sur Georges Avenue.
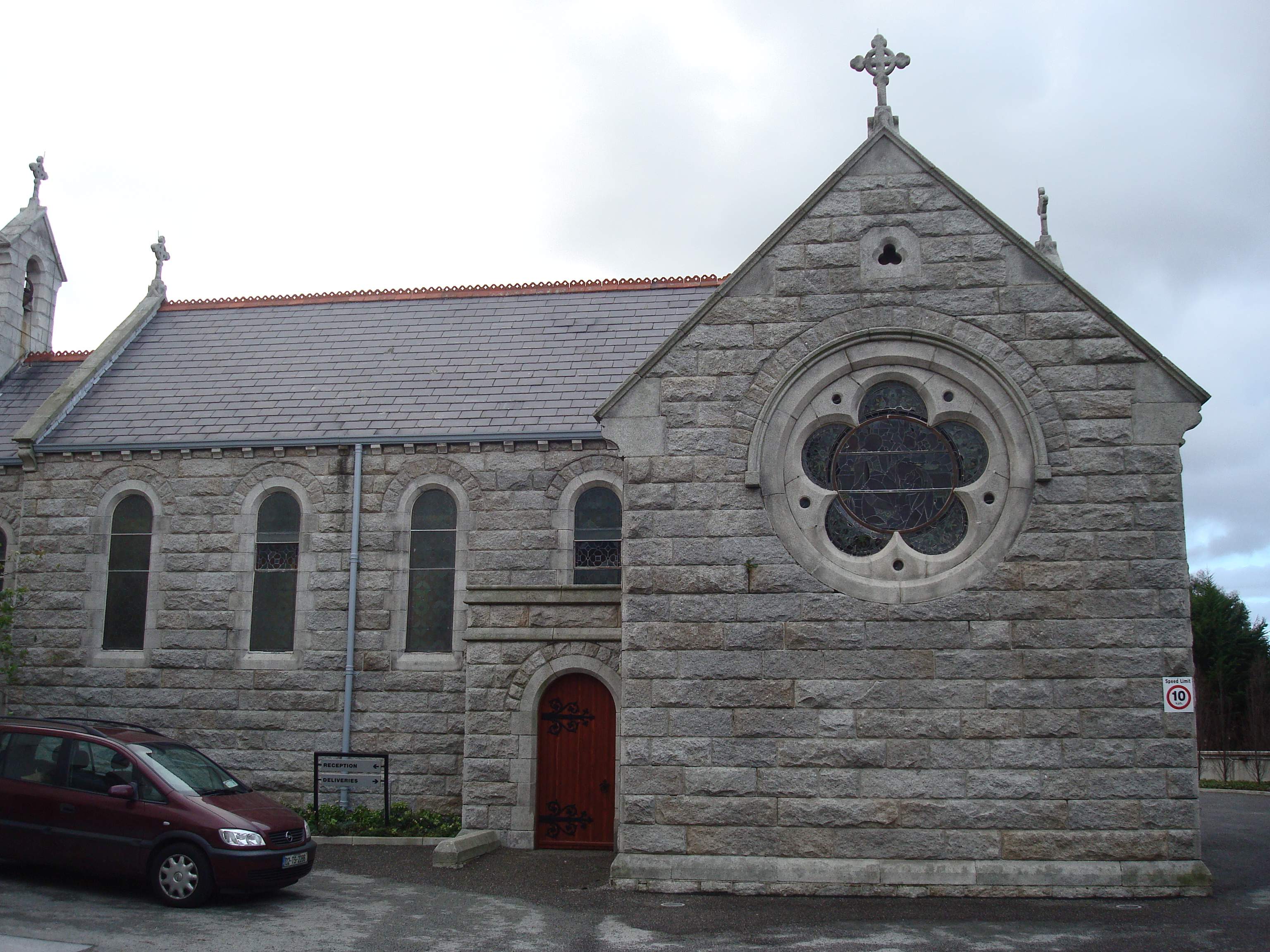
Our Lady's Hospice, Blackrock Chapel.
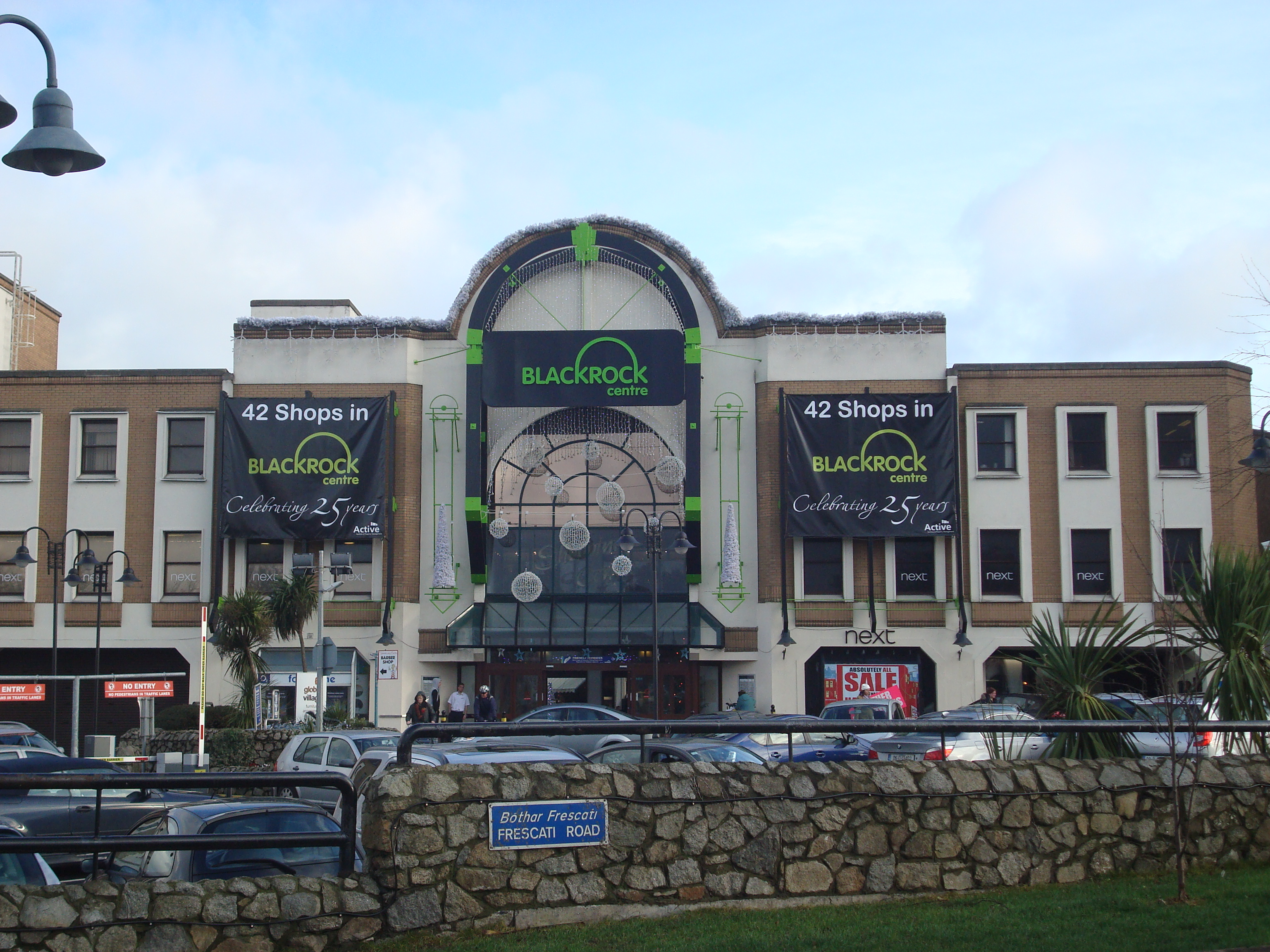
Centre commercial.

## Autres projets